# Trolejbusy w Bukareszcie

Schemat komunikacji miejskiej w Bukareszcie

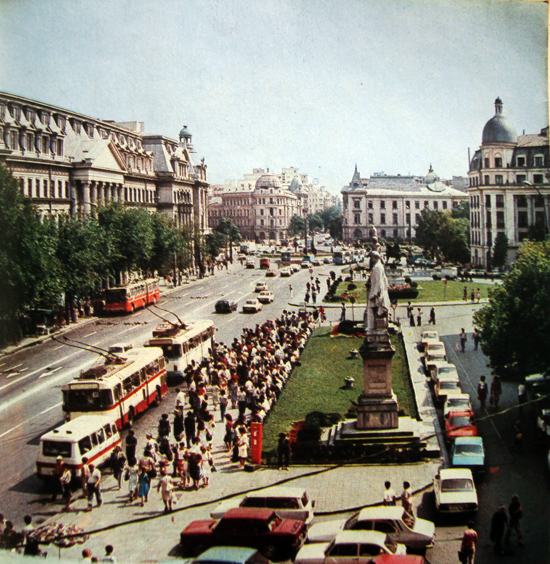
Trolejbusy na Piața Universității

Trolejbusy w Bukareszcie – system komunikacji trolejbusowej działający w stolicy Rumunii Bukareszcie.

## Historia
Pierwszą linię trolejbusową w Bukareszcie otwarto 10 listopada 1949 na trasie Piața Victoriei - Hipodromul Băneasa. W 1971 w mieście było 700 trolejbusów. W 1980 wprowadzono do eksploatacji przegubowe trolejbusy. W 1995 zaprezentowano autobus Saurer, który został przebudowany na trolejbus. W 2000 zbudowano prototypowy niskopodłogowy trolejbus typu EA 812.

## Linie
W Bukareszcie istnieje 21 linii trolejbusowych:
- 61: Complex Apusului – Piața Rosetti (336)
- 62: Gara de Nord – Colegiul Tehnic Iuliu Maniu
- 63: Master – Pod Izvor (136)
- 64: West Park – Piața Operei (236)
- 66: Spitalul Fundeni – Mircea Vulcănescu
- 69: Valea Argeșului – Baicului
- 70: Bd. Basarabia – Facultatea de Medicină
- 72: Turnu Măgurele – Costache Stamate
- 73: Piața de Gros – Piața Sfânta Vineri (313)
- 74: Piața Unirii 1 – Platforma Comercială Arcade Berceni (312)
- 76: Piața Reșița – Clăbucet (381)
- 77: Piața Reșița – Costache Stamate
- 79: Bd. Basarabia – Gara de Nord
- 85: Gara de Nord – Baicului
- 86: Arena Națională – Cartier Pajura
- 90: Complex Pantelimon – M Petrache Poenaru (104 & 201)
- 91: Depoul Alexandria – Piața Rosetti
- 92: Faur – Vasile Pârvan
- 93: Cartier Constantin Brâncuși – Piața Presei (105 & 168)
- 96: Zețarilor – Gara de Nord (139)
- 97: M Străulești  – Pasaj Mihai Bravu (133)

## Tabor
W eksploatacji znajdują się 223 trolejbusy:
- Ikarus 415.80 − 100 trolejbusów
- Astra Citelis PS01T1 − 98 trolejbusów
- Solaris Trollino IV 12 Medcom − 100 trolejbusów
- Bozankaya 12 & 18 - 150 trolejbusów